# Bryodina
Bryodina är ett släkte av lavar som beskrevs av Joseph Hafellner. 
Bryodina ingår i familjen Lecanoraceae, ordningen Lecanorales, klassen Lecanoromycetes, divisionen sporsäcksvampar och riket svampar.
Släktet innehåller bara arten Bryodina rhypariza.